# Paranthura nigropunctata
Paranthura nigropunctata là một loài chân đều trong họ Paranthuridae. Loài này được Lucas miêu tả khoa học năm 1846.